# Кави

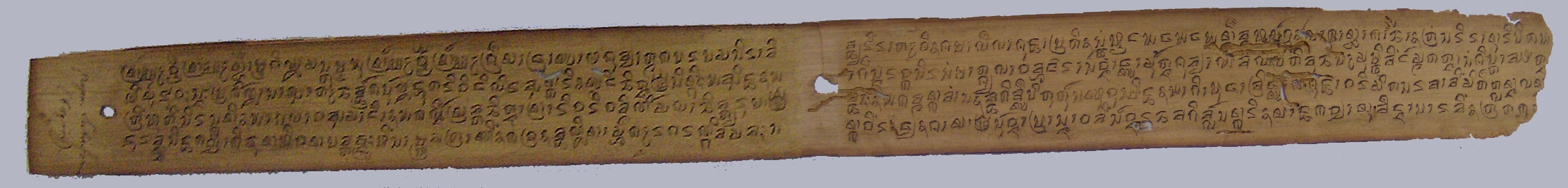

Ка́ви (яв. Basa Jawa Kuna; самоназвание — ꦨꦴꦰꦏꦮꦶ Bhāṣa Kawi от санскр. कवि kavi, «поэт») — литературный язык островов Ява, Бали и Ломбок, основанный на старояванском языке, однако со значительным количеством заимствований из санскрита. Кави — предок современного яванского языка.
Все языки острова Явы имели и имеют негласную иерархию и привязаны к определённым социальным слоям и сферам употребления. Кави играл роль языка с самым высоким социальным статусом.
Кави использовал уникальную письменность ханарака или яванское письмо (также именуемую чаракан и Dentawiyanjana) из 20 знаков с добавочной диакритикой для обозначения гласных и 10 знаков для цифр.
Кави нельзя считать в полной мере исчезнувшим языком. До настоящего времени он используется в церемониальных целях, прежде всего на яванских свадьбах.
На острове Ломбок язык кави получил распространение как региональный язык. В настоящее время кави преподаётся на этом острове в средних школах как обязательный второй язык.
По традиции, материалом для письменности кави служат пальмовые листья.
Кави продолжает периодически использоваться как язык литературы в архаичном стиле, с весьма развитой системой личных местоимений.
Первым учёным, всерьёз занявшимся изучением кави, был Вильгельм Гумбольдт, который рассматривал его как предка всех малайско-полинезийских языков.